# ジャック・モーデュイ
ジャック・モーデュイ（Jacques Mauduit, 1557年9月16日 – 1627年8月21日）はフランス後期ルネサンス音楽の作曲家。16世紀後半のフランス人作曲家では最も革新的な一人で、新しい方法で声楽と器楽を結び付け、イタリアからヴェネツィア楽派の壮麗な分割合唱様式を導入した。ピエール・ド・ロンサールの葬儀のために作曲した《死者のためのミサ曲》によって有名。

## 生涯
モーデュイの生涯について多くの情報はマラン・メルセンヌに由来する。パリの貴族の家庭に生まれ、人文学や語学・哲学に卓越した教育を受けるが、やがて音楽を独習するに至る。ジャン＝アントワーヌ・ド・バイーフによって創設された「詩と音楽のアカデミー」の一員となり、「古風な韻律音楽」を普及しようと試みた。これは、近代的なフランスの韻文と音楽を用いて、古代ギリシャの音楽の修辞法と倫理学を再興しようとする試みであった。1581年にリュート奏者で作曲家のティボー・ド・クルヴィルが没すると、モーデュイが首席音楽家に就任した。
モーデュイは明らかに気概のある人物だったらしく、1589年から1590年までユグノー戦争の血みどろの終局におけるパリ攻囲の間、クロード・ル・ジュヌのパリ脱出を支援した（もしル・ジュヌが囚われていたなら、二人とも処刑されていただろう）。そればかりか、ル・ジュヌの作品やバイーフの未出版の作品を保存するのに力を尽くした。
モーデュイは「詩と音楽のアカデミー」の同人の誰よりも長生きし、1621年にパリに没した。

## 音楽と影響力
モーデュイは、「韻律音楽」という比較的新しい作曲様式でシャンソンを量産した。この様式では、フランス語の抑揚に応じてリズム（音価）が厳密に規定され、典型的な例を挙げると、アクセントのある音節が2に対してアクセントなしの音節が1というように、音符の長さが固定されている。モーデュイはクロード・ル・ジュヌほどの名声を獲得することはできなかった。これはモーデュイ自身が全作品の刊行を確約しながら、その達成に行き詰まったせいもあろう。モーデュイの作曲様式は単純で明晰であり、歌詞に変更を加えず曲付けを行なっているが、たいてい多彩な和声法によって作品に多様な変化をつけている。
《ピエール・ド・ロンサールのためのレクィエム》（1585年）は5声の作品だが、モーデュイの最初の出版作品である《ジャン＝アントワーヌ・ド・バイーフの定量シャンソネット集 Chansonnettes mesurées de Jean-Antoine de Baïf 》（1586年）は4声のための作品である。これは「韻律音楽」のみによる最初の曲集であった。16世紀後半の作品はほとんどが失われてしまったと推測されている。
モーデュイは、独唱とリュート伴奏によるエール・ド・クールの作曲家でもあり、また92人の歌手と45人の器楽奏者によるバレエ音楽《 La déliverance de Renaud 》（1617年上演）の作曲者でもある。メルセンヌが触れた作品のうち、300曲の詩篇唱、晩課集、テネブレ、104曲のイムヌス、ミサ曲、モテットは散逸している。
モーデュイは17世紀になっても「韻律音楽」の技法を使い続けた。元からそのような意図があったわけではないにせよ、歌手と器楽をいくつかのグループに分割しており、さしずめヴェネツィア楽派の流儀で複合唱の技法を用いたのかもしれない。メルセンヌは、イングランド流儀のヴァイオル・コンソートをフランスに導入した人物ともみなしており、ヴィオールに第6弦を加えたのもモーデュイであると主張している。